# اینتوسیاست گیمینگ
اینتوسیاست گیمینگ (انگلیسی: Enthusiast Gaming) شرکت رسانه‌ای و بازی ویدئویی کانادایی است، که در سال ۲۰۱۴ توسط مناشه کستنباوم تأسیس شد.